# Bigfork (Minnesota)
Bigfork è un comune degli Stati Uniti d'America, situato nello Stato del Minnesota, nella Contea di Itasca.